# Lauren Graham
Lauren Helen Graham, ameriška gledališka, filmska in televizijska igralka, * 16. marec 1967, Honolulu, Havaji, Združene države Amerike. Najbolje je poznana kot Lorelai Gilmore iz WB Networkove komično-dramske televizijske serije Midve z mamo in kot Sarah Braverman iz televizijske serije iz leta 2010, Parenthood.

## Zgodnje življenje
Lauren Helen Graham se je rodila 16. marca 1967 v Honoluluju, Havaji, Združene države Amerike kot hči Donne Grant, modne svetovalke in Lawrencea Grahama, lobista v industriji slaščic, ki je bil včasih predsednik združenja čokoladne in konfekcijske industrije. Ima irske korenine. Njena starša sta se ločila, ko je imela pet let, in Lauren Graham se je preselila v Washington, D.C., kjer je njen oče postal del osebja na kongresu. Med otroštvom je skupaj z očetom zelo pogosto potovala. Njen oče se je kasneje poročil z Karen Graham. Ima polsestro Maggie in polbrata Chrisa.
Lauren Graham se je našla v igranju, ko se je šolala na šoli Langley High School. Kmalu je začela dobivati vloge v mestnem gledališču in v ostalih manjših projektih. Priznana igralka je postala šele leta 1988, po dveh letih poletnega v teatru Barn Theatre Arhivirano 2010-07-04 na Wayback Machine. v Augusti, Michigan. Lauren Graham je s šolanjem maturirala na kolidžu Barnard College leta 1988 iz angleščine. Potem, ko se je leta 1992 preselila v Teksas, se je začela šolati na univerzi Southern Methodist University.

## Kariera
Potem, ko je nehala s šolanjem, se je Lauren Graham preselila nazaj v New York, kjer je postala natakarica in ambiciozna igralka. Njen prvi plačan nastop v javnosti je bilo igranje Strikerja, maskoto psa na tekmovanju 1994 FIFA World Cup. Leta 1995 se je preselila v Hollywood, Kalifornija. Pojavila se je v mnogih reklamah za podjetja, kot so Dimetapp in Lean Cuisine.
Poleg tega se je pojavila tudi v televizijskih serijah, vključno z Townies (z Molly Ringwald in Jenno Elfman) in Lush Life (z Lori Petty in Karyn Parsons). Med letoma 1996 in 1997 je igrala v mnogih NBC-jevih televizijskih serijah. Zaigrala je študentko v seriji Tretji kamen od sonca, Richardovo dekle v seriji Caroline v velemestu in Jerryjevo dekle v televizijski seriji Seinfeld. Igrala je Hollywoodsko producentko, ki se zaljubi v Reyja Curtisa v tri-delni epizodi televizijske serije Zakon in red, kjer je igrala poleg Scotta Cohena, ki je kasneje zaigral Maxa Medino, eno izmed simpatij njenega lika v televizijski seriji Midve z mamo. Zaigrala je tudi na Newsradio.
Leta 2000 je Lauren Graham doživela svoj preboj, ko je dobila vlogo Lorelai Gilmore v televizijski seriji Midve z mamo. Za svojo vlogo je leta 2001 prejela nominacijo za Zlati globus v kategoriji za "najboljšo igralko v televizijski seriji (drama)." Od sedme sezone, natančneje od epizode "To Whom It May Concern" dalje, Lauren Graham tudi producira televizijsko serijo. Revija TV Guide je poročala, da je Lauren Graham prejela ta položaj zato, da bi se prepričali, če z njo podpišejo pogodbo za produciranje serije za osmo sezono.
Lauren Graham se je vrnila v igranje stranskih vlog, ko je upodobila samo sebe v NBC-jevi televizijski seriji Studio 60 on the Sunset Strip. Pojavila se je tudi v Bravovi televizijski serijiCelebrity Poker Showdown, ki jo je gostila skupaj z Daveom Foleyjem na Newsradiu. 26. junija 2002 je na dnevni pogovorni oddaji intervjuvala Rosie O'Donnell.
Filmske vloge Lauren Graham vključujejo mnogo filmov iz univerze New York University. Njeni ostali filmski projekti so filmi Sladki november, Pokvarjeni božiček, Misija: Cucelj, Vsemogočni Evan in Ohcet bo ... In pika!.
Lauren Graham je dejala, da obožuje igranje in snemanje filmov ter igranje v teatru Williamstown Theatre Festival. Nastopila je v mnogih kratkih filmih, vključno s petnajstminutnim filmom Gnome, ki je bil objavljen na YouTubeu in iTunesu. Leta 2007 je Lauren Graham podpisala sedem-delno pogodbo z NBC-jem, kar je postal eden izmed najbogatejših televizijskih paktov leta.
Lauren Graham je imela tudi nekaj glasovnih vlog v nacionalnem oglaševanju za produkcije, kot sta Kellogg's in Special K ter v reklamah za American Express Plum Card.
Lauren Graham se je kot Miss Adelaide pojavila v Broadwayskem muzikalu Guys and Dolls, ki so ga upodabljali v teatru Nederlander Theatre od 5. februarja 2009. Začetne ocene igre so bile mešane, vendar so njen nastop kritiki v glavnem hvalili. Igro so upodabljali do 14. junija tistega leta in vsega skupaj odigrali stotrinajst predstav.
V januarju 2009 so potrdili, da bo Lauren Graham zaigrala v pilotu komedije The Bridget Show (prej znana kot Let It Go) za ABC, kjer bo imela vlogo gostiteljice pogovorne oddaje in guruja za samopomoč. Kakorkoli že, pilot ni izšel, kot je bilo predvideno.
9. oktobra 2009 so potrdili, da bo Lauren Graham nadomestila Mauro Tierney v prihajajoči televizijski seriji Parenthood kot mati samohranilka po imenu Sarah Braverman. Tierneyjeva je serijo zapustila, saj je morala oditi na zdravljenje raka. Serija se je začela predvajati na NBC-ju v naslednjem letu. Serija Parenthood se trenutno obnavlja za drugo sezono.

## Filmografija
| Filmi        | Filmi                        | Filmi                        | Filmi                                                           |
| Leto         | Naslov                       | Vloga                        | Opombe                                                          |
| ------------ | ---------------------------- | ---------------------------- | --------------------------------------------------------------- |
| 1997         | Nočna straža                 | Marie                        |                                                                 |
| 1998         | Confessions of a Sexist Pig  | Tracy                        | Alternativni naslov: Taste of Love                              |
| 1998         | Prava stvar                  | Jules                        |                                                                 |
| 1999         | Dill Scallion                | Kristie Sue                  |                                                                 |
| 2001         | Sladki november              | Angelica                     |                                                                 |
| 2002         | Nadležnež                    | Ženska na zabavi             |                                                                 |
| 2003         | Pokvarjeni Božiček           | Sue                          |                                                                 |
| 2003         | Something More               | -                            | Producentka                                                     |
| 2004         | Seeing Other People          | Claire                       |                                                                 |
| 2005         | Lucky 13                     | Abbey                        |                                                                 |
| 2005         | The Life Coach               | Dr. Sue Pegasus              |                                                                 |
| 2005         | The Amateurs                 | Peggy                        | Alternativni nastop: The Moguls                                 |
| 2005         | Misija: Cucelj               | Ravnateljica Claire Fletcher |                                                                 |
| 2005         | Gnome                        | Amanda                       |                                                                 |
| 2007         | Ohcet bo ... in pika!        | Maggie                       |                                                                 |
| 2007         | Vsemogočni Evan              | Joan Baxter                  |                                                                 |
| 2008         | Ptice Amerike                | Betty Tanager                |                                                                 |
| 2008         | Preblisk genija              | Phyllis Kearns               |                                                                 |
| 2009         | The Answer Man               | Elizabeth                    | Alternative title: Arlen Faber                                  |
| 2009         | Oblačno z mesnimi kroglicami | Fran Lockwood                | Glas                                                            |
| 2010         | It's Kind of a Funny Story   | Lynn                         |                                                                 |
| Televizija   |                              |                              |                                                                 |
| Leto         | Naslov                       | Vloga                        | Opombe                                                          |
| 1995 - 1996  | Caroline v velemestu         | Shelly                       | 5 epizod                                                        |
| 1996         | Good Company                 | Liz Gibson                   | Nepoznane epizode                                               |
| 1996         | Lush Life                    | Sandra "Sandy" Sanders       | Nepoznane epizode                                               |
| 1996         | Townies                      | Denise Garibaldi Callahan    | 15 epizod                                                       |
| 1996         | Tretji kamen od sonca        | Laurie Ives                  | 1 epizoda: "Dick's First Birthday"                              |
| 1997         | Zakon in red                 | Lisa Lundquist               | 3 epizode: "Showtime", "Turnaround" & "D-Girl"                  |
| 1997         | Seinfeld                     | Valerie                      | 1 epizoda: "The Millenium"                                      |
| 1997         | NewsRadio                    | Andrea                       | 4 epizode                                                       |
| 1998         | Conrad Bloom                 | Molly Davenport              | 7 epizod                                                        |
| 2000         | M.Y.O.B.                     | Opal Marie Brown             | 2 epizodi: "Boys in the Band" & "Bad Seed"                      |
| 2000 - 2007  | Midve z mamo                 | Lorelai Gilmore              | 153 epizod                                                      |
| 2001         | Chasing Destiny              | Jessy James                  | Televizijski film                                               |
| 2002         | Family Guy                   | Mama Maggie (glas)           | 1 epizoda: "Road to Europe"                                     |
| 2006         | Studio 60                    | Ona                          | 2 epizodi: "The Wrap Party" & "The Long Lead Story" Nedokončana |
| 2010 - danes | Parenthood                   | Sarah Braverman              | Glavna vloga                                                    |

## Nagrade in nominacije
| Leto | Nagrada                              | Rezultat   | Kategorija                                                            | Serija                                              |
| ---- | ------------------------------------ | ---------- | --------------------------------------------------------------------- | --------------------------------------------------- |
| 2001 | Family Television Awards             | Dobila     | Igralka                                                               | Midve z mamo (izenačena z Jane Kaczmarek za Glavca) |
| 2002 | Zlati globus                         | Nominirana | Najboljši nastop igralke v televizijski seriji, komediji ali muzikalu | Midve z mamo                                        |
| 2005 | People's Choice Awards               | Nominirana | Najljubša ženska televizijska zvezdnica                               | -                                                   |
| 2002 | Satellite Award                      | Nominirana | Najboljši nastop igralke v televizijski seriji, komediji ali muzikalu | Midve z mamo                                        |
| 2003 | Satellite Award                      | Nominirana | Najboljši nastop igralke v televizijski seriji, komediji ali muzikalu | Midve z mamo                                        |
| 2004 | Satellite Award                      | Nominirana | Najboljši nastop igralke v televizijski seriji, komediji ali muzikalu | Midve z mamo                                        |
| 2005 | Satellite Award                      | Nominirana | Izstopajoči nastop v televizijski seriji, komediji ali muzikalu       | Midve z mamo                                        |
| 2005 | Satellite Award                      | Nominirana | Izstopajoči nastop v televizijski seriji, komediji ali muzikalu       | Midve z mamo                                        |
| 2001 | Screen Actors Guild Awards           | Nominirana | Izstopajoči nastop ženske igralke v dramski televizijski seriji       | Midve z mamo                                        |
| 2002 | Screen Actors Guild Awards           | Nominirana | Izstopajoči nastop ženske igralke v dramski televizijski seriji       | Midve z mamo                                        |
| 2005 | Teen Choice Award                    | Dobila     | Izbira najboljšega televizijskega starša                              | Midve z mamo                                        |
| 2006 | Teen Choice Award                    | Dobila     | Izbira najboljšega televizijskega starša                              | Midve z mamo                                        |
| 2002 | Television Critics Association Award | Nominirana | Samostojni nastop v drami                                             | Midve z mamo                                        |
| 2006 | Television Critics Association Award | Nominirana | Izstopajoč samostojni nastop v komediji                               | Midve z mamo                                        |